# Morucho
Dans le monde de la tauromachie, un morucho est un toro de lidia,  issu du croisement d'un taureau bravo et d'un taureau manso. Il est considéré comme une bête de media-casta, c'est-à-dire sans bravoure. C'est une race très ancienne provenant de la région de Salamanque et de Valladolid qui n'a jamais été améliorée par des croisements et qui est devenue un élevage pour la boucherie.

## Présentation
Le terme « morucho » est improprement utilisé pour qualifier un taureau sans caste et de provenance discutable.

## Histoire
Jusqu'au XIXe siècle, les moruchos appartenaient à la plus antique ganadería espagnole, El Raso del Portillo, propriété de Pablo Valdès Sanz, remontant peut-être au XVe siècle. Les taureaux paissaient alors sur un territoire marécageux entre Valladolid, Cuéllar, Ségovie et La Pedraja de Portillo. Leur race était issue d'un mélange de race castillane et de race navarraise. 
Ils étaient alors considérés comme la race la plus importante d'Espagne et ils avaient le privilège de sortir en premier dans toutes les arènes, devant le bétail d'autres élevages. La race n'ayant jamais été améliorée par des croisements, elle s'est affaiblie et elle a disparu à la mort du propriétaire de la ganadería en 1885. 
Il ne faut pas confondre El Raso del Portillo avec une ganadería plus récente qui porte un nom voisin Raso de Portillo, revendiquant une ancienneté contestée.

## Morucho à la boucherie
La viande de morucho est très appréciée. Toujours élevé dans la région de Salamanque et de Valladolid, le morucho garde parfois un fond de charge mis à profit lors des fêtes de villages pour des jeux sans mise à mort, la bête devant être exécutée impérativement dans des abattoirs.

## Dans les arts
Le morucho antique a laissé des souvenirs dans sa région. Il inspire encore des artistes contemporains comme le sculpteur Juan Ramón Bailón, ou le peintre Manuel Mirón Villegas, qui a reçu en  septembre 2013 le prix du concours international de peinture taurine organisé à Logroño, par l'association culturelle El Quite avec son œuvre Morucho al temple.